# Rueun
Rueun (tot 1943 officieel in het Duits Ruis; Italiaans (verouderd): Roano) is een plaats en voormalige gemeente in het Zwitserse kanton Graubünden, behorend tot de gemeente Ilanz/Glion. Het telde eind 2013 als afzonderlijke gemeente 426 inwoners. In 2014 hield de gemeente Rueun op te bestaan.
- Historisch woordenboek van Zwitserland: 001468
- Virtual International Authority File: 245404139
- WorldCat: E39PBJh8Jf3WyTFxQhPQWYMwYP